# Professeur Layton (personnage)
Pour la série de jeux vidéo, voir Professeur Layton.
 (mars 2020).
Si vous disposez d'ouvrages ou d'articles de référence ou si vous connaissez des sites web de qualité traitant du thème abordé ici, merci de compléter l'article en donnant les références utiles à sa vérifiabilité et en les liant à la section « Notes et références ».
Le Professeur Hershel Layton est un personnage de fiction, éponyme de la série de jeux vidéo Professeur Layton, dans laquelle il apparaît. C'est un gentleman britannique, célèbre professeur d'archéologie. Il enseigne à l'Université de Gressenheller, à Londres, dont il est d'ailleurs devenu le plus jeune professeur alors qu'il n'avait que 27 ans. Il est connu pour sa finesse à résoudre des énigmes, dont il est passionné, ainsi que pour son haut-de-forme. Il a connu deux drames majeurs dans sa vie : la disparition de son ami d'enfance, Randall Ascott, et la mort accidentelle de l'amour de sa vie, Claire Folley.

## Biographie

### AvantL'Appel du Spectre
Sa vie est loin d'être un long fleuve tranquille : à l'âge de 17 ans il perd son meilleur ami, Randall Ascott, un riche héritier qui lui a transmis sa passion pour l'archéologie, alors que les deux amis étaient partis à la recherche des ruines d'Akavadon. Par la suite, le jeune Layton part étudier à Londres dans le but de devenir professeur en archéologie. Il fait alors preuve d'une grande capacité à résoudre les énigmes. Il y rencontre un ami, Clark Triton, père de son futur apprenti, ainsi que Claire Folley, qui étudie les sciences. Il tombe rapidement amoureux de la jeune femme, ce qui est réciproque. À 27 ans, Hershel Layton reçoit le titre de professeur. Pour l'occasion, Claire lui offre son fameux haut-de-forme. Malheureusement, elle périt le même jour dans un accident causé par le futur premier ministre, Bill Hawks, lors de l'expérimentation d'une machine à voyager dans le temps.

### DansL'Appel du Spectre
Layton rend alors visite à son ami de longue date : Clark Triton dans l'étrange petite ville qu'est Misthallery, c'est là qu'il y rencontre son futur apprenti : Luke Triton, jeune homme intrépide et ayant une compétence assez surprenante : il sait parler aux animaux. Ce n'est pas un hasard si Layton rend visite à son ami Clark, c'est qu'il reçoit une lettre de celui-ci avec un message caché « Aide moi », en réalité ce message a été dissimulé par le petit Luke, car son père Clark lui avait vanté les talents de Layton, il lui demanda donc son aide sous le nom de son père. 

### DansLa Diva éternelle
Dans ce film, on peut y apercevoir Layton qui se rend à un opéra, où une de ses ancienne élève chante (Janice Quatlane). Lorsqu'il se rend à l’Opéra, à la fin du spectacle, Layton et Luke sont les seuls à applaudir. En effet quelques secondes plus tard, les lumières s'éteignent et là tout le monde est content, un homme étrange promet « La vie éternelle » à une personne mais...la mort pour toutes les autres. Afin de choisir quel candidat aura la vie éternelle, l'homme mystérieux donne des énigmes aux passagers (puisque l’Opéra est en réalité un navire), à chaque fin d'énigme des passagers tombent dans une trappe. Layton réussit donc la totalité des énigmes et se retrouve avec quelques passagers sur des chaloupes. Une fois loin du navire, celui-ci explose complètement. Ils se retrouvent finalement sur une île où les attendent bon nombre d'énigme pour encore une fois « éliminer des candidats » (même si ceux-ci sont évacués et ramenés sur la terre ferme). Layton arrive enfin avec ses acolytes, Janice et une autre élève dans la dernière salle où on peut voir 4 personnages au total : Le père de la meilleure amie de Janice, interprète et musicien sur un grand piano de dos, deux loups autour desquels se trouve... Descole. En effet le père de la meilleure amie de Janice dit vouloir rendre la vie à sa fille, morte. Il a donc créé une machine à transmutation, qui permet de prendre « l'âme » d'une personne pour la transférer dans un corps, c'est ce qui s'était passé avec une petite fille de 7 ans. Finalement le musicien échoue, et Descole montre son véritable objectif, découvrir la cité engloutie d'Ambrosia. Et ce par la douceur dans un premier temps, en obligeant Janice à chanter une mélodie « L'ode à la mer » tandis que Descole joue « L'ode aux étoiles ». Cependant il ne parvient pas à ouvrir la porte cachée et s'en prend donc par la force à l'île ou les personnages se trouvent, c'est alors que Layton réagit pour dire à Descole qu'une autre mélodie est nécessaire, il demande à Janice de chanter « L'ode à la mer », pendant ce temps Layton joue « L'ode aux étoiles » et la mélodie manquante « L'ode au soleil » et ces clés permettent d'ouvrir la porte. Descole, fou de rage que Layton le double, s'attaque à lui à l'épée (les deux hommes étant doués en escrime), le combat se finit sur un match nul, puisqu'une explosion de la machine géante perturbe Descole qui tombe dans le vide. Layton s'en sort secouru par ses acolytes et regarde la machine géante sombrer dans l'océan. Finalement le musicien est arrêté mais il veut rendre un dernier hommage à sa fille et demande à Janice de chanter pour lui, ce qu'elle fait. On retrouve plus tard le professeur en train d'écouter cette mélodie lorsque Janice vient leur rendre visite, finalement le Professeur Layton a encore résolu un mystère de taille.

### DansLe Masque des miracles
Quelque temps après leurs aventures à Ambrosia, le professeur Layton reçoit une lettre de son amie d'enfance Marissa Dumont qui lui demande de venir la voir à Dorémont, la cité des prodiges. En effet un étrange homme surnommé le Maître du masque, portant sur le visage l'inquiétant Masque du chaos, sévit en ces lieux : capable de voler, de matérialiser les personnages de tableaux, de brûler des gens, de les pétrifier ou encore de les faire disparaître dans les airs, l'individu a de quoi susciter les craintes des habitants.
Se rendant sur place avec Luke Triton et Emmy Altava, le professeur mène l'enquête. Une enquête qui va bien vite le replonger dans les souvenirs de jeunesse, à l'époque où il allait au lycée en compagnie de Marissa mais aussi son meilleur ami, Randall Ascott, fils d'un baron et surtout, un passionné d'archéologie. C'est Randall qui était parvenu à intéresser le jeune et chevelu Hershel Layton à cette activité. Mais un tragique évènement a séparé Layton et Randall : lors de leur exploration des ruines d'Akavadon, Randall a disparu au fond d'un gouffre, emporté par un terrain instable alors qu'ils franchissaient l'ultime étape menant au supposé trésor de la civilisation Aslante...

### DansL'Héritage des Aslantes
Le professeur reçoit une lettre d'un archéologue de renom nommé Desmond Sycamore. Celui-ci les invite à se déplacer dans son dirigeable personnel, le Bostonius, jusqu'à un petit village hivernal nommé Froënborg. Il explique dans sa lettre la découverte d'une momie vivante. Lorsque le professeur Layton et ses amis rencontrent le professeur Desmond Sycamore, ils découvrent dans la glace une jeune fille. Celle-ci serait prisonnière des glaces depuis plus d'un million d'années. Il s'agirait de l'émissaire des Aslantes, nommée Gaïa. Cette dernière aurait la mission de guider les humains afin de révéler l'héritage des Aslantes et de révéler l'emplacement de la clé laissé par l'ancienne civilisation. Mais une organisation nommée TARGET convoite Gaïa pour qu'elle leur révèle l'héritage des Aslantes.

### DansL'Étrange Village
Layton et Luke partent à la rencontre de Dahlia Reinhold et d'autres membres de son entourage. Mais avant même de pouvoir discuter de l'affaire d'héritage, un bruit d'explosion se fait entendre et le chat de Dahlia, Claudia, s'enfuit. Layton et Luke poursuivent Claudia dans le village résolvant des énigmes en cours de route en échange d'informations de la part des habitants. Pendant ce temps, un étrange personnage arrive à Saint-Mystère et semble préparer un mauvais coup. Les deux héros parviennent à attraper Claudia à l'aide de poisson.
De retour au manoir, Luke et le professeur découvrent avec stupeur que Rupert, un membre de la famille Reinhold a été assassiné. L'inspecteur Chelmey, déjà présent sur les lieux du drame, est chargé de l'affaire. Il accuse Layton et Luke mais admet finalement que les alibis des suspects tiennent la route. Il leur demande instamment de rester en dehors de l'enquête. Plus tard, Matthew, le majordome des Reinhold confie à Layton qu'il a trouvé un petit rouage près du corps de Rupert, dans sa chambre.
Repartant à la recherche de la Pomme d'Or, Layton et Luke apprennent qu'il y a des disparitions dans le village et que la manivelle du pont-levis de Saint-Mystère a été volée, les condamnant à rester à Saint-Mystère. Layton et Luke sont contraints de prendre une chambre à l'hôtel du village. Ils décident néanmoins d'aller enquêter de nuit dans la ville. Layton et Luke sont alors témoins de l'enlèvement d'un serviteur de Dahlia Reinhold, Ramón. Un homme étrange le fourre dans un sac. Ils le poursuivent mais sont finalement semés. Ils retrouvent alors un petit rouage, semblable à celui découvert sur les lieux de l'assassinat de Rupert. Toutefois, le lendemain, Layton et Luke retrouvent Ramón à son poste, au manoir Reinhold, qui agit comme si rien ne s'était passé. Le professeur et Luke continuent leur exploration de la ville. Ils découvrent un article de presse sur l'inspecteur Chelmey. L'article indique que Chelmey adore les beignets de sa femme alors que, le matin même, ce dernier s'est fâché contre Matthew qui lui apportait des pâtisseries, arguant qu'il ne supportait pas les sucreries. Un nouveau mystère à élucider... Chez Archibald, l'un des vieux amis du baron, Layton et Luke découvrent le bureau personnel de ce dernier. Dans un tiroir, il trouve une mystérieuse note sur laquelle sont tracés un rectangle et une croix. Convaincu que la solution du mystère se trouve dans la tour centrale qui terrorise les habitants par les bruits fracassants qu'elle émet de temps à autre, ils tentent de la rejoindre mais la route y menant se termine en cul-de-sac. Ils croisent une mystérieuse jeune fille qu'ils veulent interroger. Mais celle-ci s'enfuit, laissant tomber derrière elle un prospectus sur le parc d'attractions de Saint-Mystère.
Layton et Luke se rendent alors au parc d'attractions abandonné dont ils parviennent à faire ouvrir la grille par le gardien. Ils arrivent devant la grande roue et l'étrange personnage ayant infiltré Saint-Mystère déclenche l'explosion du support de celle-ci. Elle se détache et se met à rouler. À plusieurs reprises, elle manque de les écraser et quand ils fuient dans une direction opposée, elle semble les suivre. Elle s'écrase finalement contre un petit bâtiment. Dans le bâtiment effondré, Layton et Luke découvrent un passage souterrain qui les emmène à une salle secrète. Ils y découvrent une clef et Layton a soudain une intuition.
Layton et Luke retournent au manoir, convoqués par l'inspecteur Chelmey qui accuse Layton d'être coupable du meurtre de Rupert. Mais le professeur riposte et affirme que Chelmey est un imposteur grâce à l'article de journal le concernant. Il est également impossible que Chelmey ait pu rentrer dans le village après le meurtre, la manivelle du pont-levis ayant été volée. La déduction de Layton est juste puisque cet homme est en fait Don Paolo, l'ennemi juré du professeur. Il leur révèle qu'il est lui aussi à la recherche de la Pomme d'Or avant de parvenir à fuir le manoir.
Layton et Luke se rendent de nouveau devant la tour de Saint-Mystère. Avec l'aide de la note mystérieuse du baron, Layton découvre un interstice dans le mur qui bloque leur progression. Il y insère la clef trouvée au parc d'attractions et le mur s'écarte, découvrant une porte d'entrée à la tour. À l'intérieur, ils découvrent l'homme qui avait enlevé Ramón. Il s'appelle Bruno et donne à Layton les dernières indications lui permettant de comprendre le mystère du village.
Layton explique à Luke toute la vérité : tous les habitants de Saint-Mystère sont en réalité des automates créés dans le but de tester tous ceux qui sont à la recherche de la Pomme d'Or afin de savoir s'ils seront dignes de la posséder. Voilà pourquoi ils ne cessaient de soumettre Layton et Luke à des énigmes. Ramón n'a jamais été enlevé, il a juste connu des problèmes techniques et Bruno devait le réparer. Cela explique les rouages retrouvés près du corps de Rupert et à l'endroit de l'enlèvement de Ramón. Après ces révélations, Layton et Luke entament l'ascension de la tour dont les portes de chaque étage sont accompagnées de plusieurs énigmes et puzzles. Ils arrivent finalement au sommet et découvrent une petite maison tranquille. Ils y pénètrent et découvrent une jeune fille, la même jeune fille qui leur a indiqué d'aller au parc d'attractions. Elle se révèle être l'unique fille du baron. Elle se nomme Flora et c'est elle la Pomme d'Or. Tous les automates de la ville, Dahlia Reinhold comprise, ont été créés par son père pour la protéger, car elle avait déjà perdu sa mère et lui se savait malade.
Cependant, le répit est de courte durée car Don Paolo arrive sur un drôle d'engin volant pour détruire la tour. C'est certainement grâce à celui-ci qu'il avait réussi à rentrer dans Saint-Mystère malgré le pont-levis levé. Il est aussi certainement à l'origine du bruit qui avait fait fuir Claudia. Layton, Luke et Flora dévalent la tour à toute allure, mais un escalier se brise et seul Luke réussit à passer. Layton et Flora remontent donc et le professeur improvise la construction d'un deltaplane de fortune. Il prend Flora dans ses bras et s'élance dans les airs. En plein ciel, les deux engins volants s'affrontent et celui de Don Paolo s'endommage, laissant tomber un sac, dans lequel est sûrement contenu l'automate en panne de Rupert, volé par le sinistre personnage. Le vilain jure son retour et sa vengeance.
Le soleil se lève et les trois compagnons se retrouvent en sécurité, dans le village. Ils sont heureux et Flora se met à rire, ce qui fait apparaître une tache de naissance en forme de pomme sur son épaule. De retour au manoir, sur un tableau représentant Flora, Luke découvre un petit interrupteur à l'endroit même où la tache était apparu sur son épaule. Une pièce secrète s'ouvre, elle est remplie d'or. C'est le trésor du baron Reinhold.
La lecture d'un enregistrement audio du baron se déclenche. Il félicite ceux qui ont triomphé des énigmes et ont réussi à faire rire sa fille. Selon lui, ceux qui ont réussi à passer ces épreuves sont des personnes d'honneur dignes de s'occuper de sa fille et de son trésor. Il avertit Flora que si elle prend le trésor, tous les automates du village s'arrêteront de fonctionner. Elle décide donc de ne pas le prendre pour maintenir de la vie dans le cocon de son enfance.
La manivelle du pont-levis est retrouvée, c'est Bruno qui l'avait caché pour permettre aux deux étrangers d'avoir le temps de résoudre le mystère de la Pomme d'Or. L'histoire se termine dans la Laytonmobile, l'étrange voiture du professeur qui avait emmené Layton et Luke à Saint-Mystère et qui quitte maintenant le village. Flora s'endort à l'arrière et Luke félicite son mentor en lui parlant des unes des journaux qui lui seront consacrées pour avoir résolu ce mystère. Mais Layton lui répond qu'il faut garder le secret, pour le bien de Flora et de Saint-Mystère. Le trio poursuit sa route vers de nouvelles aventures.

### DansLa Boîte de Pandore
Le professeur Hershel Layton et son apprenti, Luke, reçoivent une lettre d'Andrew Schrader, savant respecté, mentor et ami du professeur, qui contient des informations sur le coffret céleste qui est communément appelé la « Boîte de Pandore ». Inquiets, Layton et Luke décident d'aller voir Andrew mais une fois sur place ils le trouvent inconscient et le coffret a disparu. Dans le bureau du défunt, Layton et Luke trouvent un ticket pour le Molentary Express et une photo déchirée. Sur ce, ils décident de le prendre pour retrouver la Boîte de Pandore. Une fois rendus a Dropstone les deux héros découvrent une destination mystère du Molentary Express : Folsense, une ville fantôme.

### DansLe Destin Perdu
Le Professeur Layton et Luke, reçoivent une lettre leur demandant de l'aide envoyée par...Luke, 10 ans après. Le professeur croyant à une farce de son jeune assistant n'y accordera pas d'importance mais part enquêter une semaine plus tard après la disparition de Bill Hawks, le premier ministre de Londres, dans l'explosion d'une hypothétique machine à remonter le temps. La lettre lui disant de se rendre à une horlogerie, Layton et Luke découvriront une horloge qui les propulsera 10 ans dans le futur. Retrouvez un Luke adulte mais aussi Flora, l'inspecteur Chelmey et Don Paolo dans 165 nouvelles énigmes et casses-tête où l'adversaire de Hershel Layton sera...Hershel Layton lui-même, son futur puis son passé.

## Apparitions
- Professeur Layton et l'Étrange Village
- Professeur Layton et la Boîte de Pandore
- Professeur Layton et le Destin perdu
- Professeur Layton et l'Appel du Spectre
- Professeur Layton et le Masque des miracles
- Professeur Layton et l'Héritage des Aslantes
- Professeur Layton vs. Phoenix Wright: Ace Attorney
- Professeur Layton et la Diva éternelle
- Professeur Layton et le Nouveau Monde à Vapeur